# Чемпионат Германии по кёрлингу среди женщин 2013
Чемпионат Германии по кёрлингу среди женщин 2014 проводился с 22 по 24 февраля 2013 года в городе Оберстдорф.
В чемпионате приняло участие 4 команды.
Чемпионом стала команда скипа Андреа Шёпп, серебряные медали завоевала команда скипа Даниэла Дриндль, бронзовые медали — команда скипа Sina Frey.
Одновременно и в том же месте проводился чемпионат Германии по кёрлингу среди мужчин 2013.

## Формат турнира
Команды сыграли в групповом этапе, проводимом по круговой системе в два круга.

## Составы команд
| Четвёртый       | Третий                   | Второй           | Первый        |
| --------------- | ------------------------ | ---------------- | ------------- |
| Даниэла Дриндль | Martina Linder           | Марика Треттин   | Аналена Йенч  |
| Sina Frey       | Сабина Белькофер-Крёнерт | Frederike Manner | Клаудия Беер  |
| Андреа Шёпп     | Имоген Леман             | Коринна Шольц    | Стелла Хайсс  |
| Juliane Jacoby  | Franziska Fischer        | Йозефине Оберман | Sibylle Maier |

(скипы выделены полужирным шрифтом)

## Результаты соревнований

### Групповой этап
|    | Команда (скип)  | A1       | A2       | A3       | A4      | В | П | Место |
| -- | --------------- | -------- | -------- | -------- | ------- | - | - | ----- |
| A1 | Даниэла Дриндль | *        | 6:5 12:3 | 6:8 2:7  | 8:4 7:6 | 4 | 2 | 2     |
| A2 | Sina Frey       | 5:6 3:12 | *        | 5:6 1:10 | 5:9 8:3 | 1 | 5 | 3     |
| A3 | Андреа Шёпп     | 8:6 7:2  | 6:5 10:1 | *        | 6:5 8:5 | 6 | 0 | 1     |
| A4 | Juliane Jacoby  | 4:8 6:7  | 9:5 3:8  | 5:6 5:8  | *       | 1 | 5 | 4     |

### Итоговая классификация
| Место | Команда (скип)  | И | В | П |
| ----- | --------------- | - | - | - |
| 1     | Андреа Шёпп     | 6 | 6 | 0 |
| 2     | Даниэла Дриндль | 6 | 4 | 2 |
| 3     | Sina Frey       | 6 | 1 | 5 |
| 4     | Juliane Jacoby  | 6 | 1 | 5 |